# Gruppo Sportivo Fiamme Azzurre
Il Gruppo Sportivo Fiamme Azzurre appartiene al Corpo di Polizia Penitenziaria e svolge attività sportiva nazionale e internazionale in molti sport.

## Sportivi più rappresentativi

### Atletica leggera
- Fabio Andreassi
- Alessandro Attene
- Andrea Benvenuti
- Angelo Iannelli
- Anna Incerti
- Audrey Alloh
- Cecilia Ricali
- Chiara Rosa
- Cristian Gasparro
- Daniela Reina
- Elisa Bettini
- Elisa Trevisan
- Francesca Cola
- Francesco Scuderi
- Gaia Sabbatini
- Giorgio Frinolli
- Giulio Ciotti
- Giuseppe D'Urso
- Laura Bordignon
- Massimo Pegoretti
- Nadia Battocletti
- Nicola Trentin
- Paolo Camossi
- Rossella Giordano
- Sergio Mottin
- Silvia Salis
- Stefano Ciallella
- Stefano Sottile
- Tiziana Rocco
- Zahra Bani
- Lorenzo Marcantognini
- Walter Arena

### Bob a due
- Omar Sacco
- Ubaldo Ranzi
- Giovanni Mulassano

### Canoa
- Francesca Zanirato
- Stefania Cicali
- Chiara Sabattini

### Ciclismo
- Fabio Masotti (Direttore Tecnico Sez. Ciclismo)
- Carlo Buttarelli (Tecnico Collaboratore Sez. Ciclismo)
- Tatiana Guderzo (ex atleta)
- Marta Bastianelli
- Elena Cecchini
- Letizia Paternoster
- Chiara Consonni
- Francesco Lamon
- Michele Scartezzini
- Davide Boscaro
- Stefano Moro

### Judo
- Francesco Bruyere
- Diego Cressi
- Elena Moretti
- Domenico Di Guida
- Marco Maddaloni
- Francesco Faraldo

### Karate
- Sara Ferrone
- Lara Liotta

### Nuoto
- Alessandro Conforto (Direttore Tecnico)
- Ilaria Bianchi
- Anna Pirovano
- Martina Carraro
- Federico Poggio

### Pattinaggio artistico a rotelle
- Francesca Ciani Passeri
- Silvia Marangoni
- Matteo Rizzo

### Pentathlon moderno
- Claudia Cesarini
- Gloria Tocchi
- Alice Sotero
- Giorgio Malan

### Pugilato
- Clemente Russo (Direttore Tecnico Sez. Pugilato)
- Tommaso Rossano (Tecnico Collabotatore Sez. Pugilato)
- Vincenzo Mangiacapre (Tecnico Collabotatore Sez. Pugilato Giovanile)
- Mirko Carbotti (ex atleta)
- Gerlando Tumminello
- Salvatore Cavallaro
- Giuseppe Canonico
- Amedeo Sauli (ex atleta)
- Gianluigi Malanga
- Michele Baldassi

### Scherma
- Aldo Montano

### Sci alpino
- Tommaso Balasso
- Pietro Zazzi

### Sollevamento pesi
- Giorgia Bordignon

### Sport del ghiaccio
- Carolina Kostner
- Anna Cappellini
- Luca Lanotte
- Ondřej Hotárek
- Stefania Berton
- Charlène Guignard
- Marco Fabbri
- Matteo Rizzo
- Cecilia Maffei

### Tiro a volo
- Giovanni Pellielo

### Tiro dinamico sportivo
- Antonio Aldovino

### Tiro con l'arco
- Monica Finessi
- Irene Franchini
- Claudia Mandia
- Massimiliano Mandia
- Elisabetta Mijno
- Tito Paris
- Eleonora Sarti
- Giuseppe Seimandi
- Alberto Simonelli

### Triathlon
- Elena Maria Petrini
- Charlotte Bonin
- Davide Uccellari
- Delian Stateff
- Beatrice Mallozzi